# Contea di Niagara
La contea di Niagara, in inglese Niagara County, è una contea dell'area nord-occidentale dello Stato di New York negli Stati Uniti. Il capoluogo di contea è Lockport.

## Geografia fisica
La contea si trova nell'estremo ovest dello Stato. A nord si affaccia sul lago Ontario. A sud-ovest il fiume Niagara segna il confine con l'isola di Grand Island che fa parte della contea di Erie e a ovest segna il confine con la provincia canadese dell'Ontario.
La contea ha una estensione di 2952 km² ma circa il 54% è costituito dalla parte del lago Ontario che ricade nei suoi confini. Il territorio è prevalentemente pianeggiante. Nell'area settentrionale scorrono i fiumi: Twelvemile Creek, Eighteenmile Creek, Golden Hill Creek e Johnson Creek tutti immissari del lago Ontario. Nell'area meridionale scorre il fiume Tonawanda, che riceve le acque del Mud Creek, e segna il confine con la contea di Erie prima di sfociare nel fiume Niagara. Il fiume Niagara in corrispondenza della città di Niagara Falls forma le spettacolari cascate del Niagara. Un'altra attrattiva della contea è il Fort Niagara. Nell'area meridionale scorre il canale Erie.

### Contee e municipalità confinanti
- Contea di Orleans - est
- Contea di Genesee - sud-est
- Contea di Erie - sud
- Municipalità regionale di Niagara (Ontario, Canada) - ovest

### Parchi statali
Nella contea sono stati istituiti quattro parchi statali lungo le sponde del lago Ontario:
- Fort Niagara State Park, posto nell'angolo nord-occidentale della contea tra il fiume Niagara ed il lago Ontario.
- Four Mile Creek State Park, posto alla foce del fiume omonimo.
- Wilson-Tuscarora State Park
- Goldel Hill State Park, al confine con la contea di Orleans.

## Riserve
Nel territorio della contea sono situate due riserve indiane. Nell'area centrale è situata la riserva dei nativi Tuscarora, che appartengono al popolo irochese. Nell'angolo sud-orientale è situata una parte della riserva Tonawanda, che si estende anche nelle contee limitrofe di Genesee ed Erie.

## Storia
Gli abitanti del territorio della contea erano i nativi di lingua irochese, i Tuscarora, che arrivarono qui intorno al 1770. Prima, l'area era abitata da nativi Seneca ed Eriez. Quando furono istituite le Province di New York nel 1683, l'area dell'attuale contea faceva parte della contea di Albany. La contea di Niagara è stata istituita nel 1808, separando il territorio che ne avrebbe fatto parte dalla contea di Genesee. Il nome deriva da una parola di lingua irochese. La contea era a quel tempo molto più estesa di quella contemporanea. Nel 1821 ne venne separato il territorio dell'attuale contea di Erie.

## Comuni
| - Barker - village - Cambria - town - Hartland - town - Lewiston - village - Lockport (capoluogo) - city - Middleport - village - Newfane - town - Niagara Falls - city - Niagara - town - North Tonawanda - city | - Pendleton - town - Porter - town - Royalton - town - Somerset - town - Wheatfield - town - Wilson - village - Youngstown - village |